# Acronis
Acronis — швейцарская компания-разработчик, основанная в Сингапуре. Известна разработкой системных решений для корпоративных и домашних пользователей по работе с жёсткими дисками, резервным копированием, защитой и восстановлением данных, управлению загрузкой операционных систем, и защиты ОС от внешних угроз.

## История
История технологий, лежащих в основе сегодняшних продуктов компании, начинается в 1991 году с появления стартапа «ФизТехСофт». В 2000 году из-за разногласий с руководством все разработчики покинули стартап и перешли на работу в одно из подразделений компании SWsoft. Позже SWsoft выкупил у «ФизТехСофт» права на программу BootWizard 4.0. Полученный исходный код лёг в основу первого коммерческого продукта компании — Acronis OS Selector.
Компания Acronis была учреждена в 2003 году в Сингапуре и спустя пять лет зарегистрирована в Швейцарии. Компания имеет более 100 патентов на свои решения, более чем 1800 сотрудников в офисаx, расположенных в 15 странах мира. Международная штаб-квартира компании Acronis находится в Сингапуре и корпоративная в Швейцарии.
Основной сферой интересов «Acronis» являются системные программные продукты, предназначенные для управления средствами хранения информации, в том числе — продукты для резервного копирования данных, управления разделами жёсткого диска, операционными системами и т. д.
В 2013 году в компанию в качестве генерального директора вернулся один из основателей Сергей Белоусов. С его приходом компания пересмотрела стратегию развития и начала создание решений на основе облачных технологий.
С 2014 года все продукты компании разрабатываются на основе единой платформы Acronis AnyData Technology и базируются на облачной архитектуре.
В конце 2014 года компания Acronis для усиления собственного предложения по облачному резервному копированию и восстановлению после сбоев приобрела компании BackupAgent и nScaled.
В 2019 году Acronis привлекла 147 млн $ от группы инвесторов во главе с Goldman Sachs.
В конце 2019 года компания объявила о приобретении компании 5nine Software, разработчика решений для облачного управления и обеспечения безопасности виртуализованных операционных систем на базе Microsoft Hyper-V и Azure , а в июле 2020 года и о приобретении головной компании DeviceLock, разработчика DLP-систем.
В июле 2021 г. Белоусов отказался от поста CEO, перейдя на роль директора по развитию; на посту его сменил Патрик Пулвермюллер, бывший президент GoDaddy.
С марта 2022 года Acronis прекратил деятельность в России.
В октябре 2023 Патрик Пульвельмюллер покинул пост CEO кампании. Эзикиль Стайнер, бывший президент по бизнесу и главный корпоративный директор по развитию Акрониса, был назначен исполняющим обязанности CEO.

## Продукты
- Acronis Backup — флагманская продуктовая линейка компании — решения для резервного копирования и аварийного восстановления данных как на серверах, так и на рабочих станциях.
- Acronis Access — решение для контролируемого доступа к данным в корпоративной сети с мобильных устройств и для синхронизации файлов между различными устройствами.
- Acronis Cyber Protect Home Office (в прошлом Acronis True Image) — линейка решений для резервного копирования и аварийного восстановления данных для домашних пользователей.
- Acronis Disk Director — линейка решений по управлению разделами и обслуживанию жёстких дисков.
- Acronis Recovery — линейка решений для резервного копирования и аварийного восстановления баз данных.
- Acronis Snap Deploy — линейка решений для быстрой установки ПО на новые компьютеры при помощи технологии создания образов дисков.
- Acronis Migrate Easy — решение для клонирования данных с одного жёсткого диска на другой.
- Acronis Drive Cleanser — решение для очистки жёсткого диска и уничтожения данных.

В ноябре 2006 Acronis анонсировала продукт Acronis Full Circle, который позволил бы свободно перемещать данные между физическими, виртуальными дисками и архивами True Image, Однако, к концу 1 квартала 2007 разработка была прекращена из-за проблем с производительностью и стабильностью; выпущенный в это же время True Image 11, построенный на той же платформе, критиковался за большое количество багов.
Продукты компании локализованы на 14 языках.